# The Man Who Bought London
The Man Who Bought London é um filme mudo britânico de 1916, do gênero policial, dirigido por Floyd Martin Thornton e estrelado por E. J. Arundel, Evelyn Boucher e Roy Travers. Foi baseado no romance de 1915, de Edgar Wallace. Foi a primeira de muitas histórias de Wallace a ser adaptada para o cinema. Foi feito em Catford Studios.

## Elenco
- E. J. Arundel - King Kerry
- Evelyn Boucher - Elsie Marion
- Roy Travers - Hermon Zeberlieff
- Nina Leonise - Vera Zeberlieff
- Reginald Fox - Gordon Bray
- Rolf Leslie - Horace Baggins
- Jeff Barlow - James Leete
- H. Saxon-Snell - Micheloff
- J. Gunnis Davis - Tack
- A.G. Gardner - Gillette
- Helen Stewart - Sra. Gritter